# Stelis retusa
Stelis retusa là một loài thực vật có hoa trong họ Lan. Loài này được (Lex.) Pridgeon & M.W.Chase mô tả khoa học đầu tiên năm 2001.